# Berenguer de Vilaragut
Berenguer de Vilaragut (c. 1258 - 1332) fue un noble de la Corona de Aragón.

## Ascendencia
Berenguer de Vilaragut era hijo de Pedro o Pere de Vilaragut, fallecido en 1273, Donzell de Oristá, alcaide de mercenarios catalanes de Tremecén, veguer de Osona, que participó en la reconquista de Játiva, señor del castillo de Doscastells y del castillo de Rocafiguera, que en 1259 se afinca en Valencia y a quién en 1262 el obispo de Barcelona Arnau de Gurb faculta para construir en Santa Agnes una casa, torre, palomar y molino, nieto de Guillermo de Vilaragut, Donzell de Oristá, que participó en la conquista del Reino de Mallorca y del Reino de Valencia, biznieto de Bertran de Vilaragut, Donzell de Oristá, y trisnieto de Juan de Vilaragut, Donzell y señor de la Casa de Oristá del Lluçanés, capitán del rey de Francia e después del rey de Aragón.
Los de Vilaragut, según la opinión de diversos genealogistas, eran descendientes de Teodor, valeroso capitán y rey de Hungría, que después de haberse distinguido en repetidas guerras, abandonó su trono pasando con su esposa a tierras del Francia. Recibió el bautismo el dicho Teodor en el año 795, y se estableció en una pequeña población llamada Vilaragut, cuyo nombre convirtió en su apellido. Esta ascendencia es, sin embargo, legendaria.

## Vida
Fue señor de Sant Martí de Foix (Sarroca) y escudero de Jaime I de Aragón, el cual le dio, vitalicio, el señorío del castillo de Duocastella y del castillo de Rocafiguera en 1273 y las veguerías de Bages, Osona, Ripoll y Bergadá en 1274, concesiones confirmadas por Jaime II de Aragón en 1295).
Casó c. 1284 con Geralda, Gerarda o Gueraua de Sarriá (c. 1270 - ?), hermana de Bernardo de Sarriá. Fueron sus hijos y hijas:
- Berenguer II de Vilaragut, vizconde de Aumelas, casado con Saura de Mallorca,
- Blanca de Vilaragut, casada con Guerau Alemany de Cervellón, barón de Ouerol,
- Bernardo de Vilaragut,
- Ramón de Vilaragut,
- Isabel de Vilaragut, esposa de Jean d'Usson, I vizconde d'Evol (1337) y señor d'Usson.

Fue a Sicilia, donde actuó como agente de negocios del niño Jaume II para el comercio marítimo con el norte de África en 1286-1289.
Mientras Roger de Lauria atacaba el Languedoc en febrero de 1286, Bernardo de Sarriá y Berenguer de Vilaragut atacaban la costa de Apulia verano del mismo año como venganza por la invasión que los franceses hicieron en Cataluña unos meses antes, con la intención de disminuir las posibilidades de aprovisionamiento de naves y hombres para el bando angeví en la Guerra de Sicilia. Bernardo de Sarriá, con doce galeras atacó Capri, Procida, Gaeta, Astura, Sorrento y Positano, mientras que Berenguer de Vilaragut, con veinte galeras, después de bloquear tres días el puerto de Brindisi, atacó Corfú y retornó a Messina.
Fue maestro portulano de Sicilia, y al tiempo del niño Federico II le fue tomado este cargo, aunque pudo recuperarlo como colaborador de Tomás de Pròixida en 1295. Como capitán de galeras, luchó contra los angevinos en Calabria, donde saqueó varios puertos, e hizo una osada entrada a Brindisi. Fue embajador en Túnez en 1294 ante da corte del Bey. De los otros derechos que este recibía en Valencia, permutó los que tenía, con su mujer, sobre la mesa del peso por el lugar del Alcaissia en 1295. Fue maestre de los puertos del reino de Sicilia en 1295 y almirante del reino de Sicilia. Reclamado, con otros, por Jaime II, volvió a Cataluña y fue consejero del rey en 1295. Uno de los que no volvieron, Corrado Lancia, fue tenido por rebelde, y le fueron confiscadas las posesiones de Albaida y la torre de Carricola, que fueron donadas a Berenguer en 1296. Asistió al asedio de Elche en 1296. Junto con Bernardo de Sarriá, tuvo los castillos de Tamarit y Montoliu, y Berenguer de Entenza le vendió los iris y Subirats. Volvió a Sicilia, donde luchó contra los súbditos de Federico II de Sicilia en 1298.

## Sello y Armas
Sello de Berenguer de Vilaragut, carlán de Sant Martí y Subirats, de 1312: escudo cuartelado, 1.º y 4.º de azul, una campana de oro; 2.º y 3.º de plata, dos fajas de amarillo. El Carlán: título aragonés derivado del castellán a través de la locución catalana apocopada de carlà, que alude a la persona que en la corona de Aragón, especialmente en tierras ribagorzanas, tenía cierta jurisdicción señorial sobre un territorio.
Los de Vilaragut tienen en su escudo, según Martí de Riquer, el campo en fajas de plata y de gules en ocho piezas, según González-Doria, escudo escaquetado de plata y de gules, en cada peça de plata una flor de lis de gules y en cada peza de gules una flor de lis de plata.